# Enannépada
Enannépada az i. e. 22. századi II. lagasi dinasztiába tartozó Ur-Baba leánya, amennyiben Ninalla a testvére volt, úgy Gudea sógornője. Enannépada apja uralkodásának idején Nanna főpapnője az uri Égissirgalban, az isten felesége. Ezt a tisztséget viszonylag hosszú időn át töltötte be. Apja nevezte ki főpapnőnek – aki i. e. 2164–2144 között uralkodott –, Urban hagyomány volt Sarrukín és Enhéduanna óta, hogy az uralkodó leánya az Égissirgal főpapnője. Ebből a kinevezésből tudjuk, hogy Utu-héngál uralkodása után Ur-Nammu nem lehetett azonnal Ur szuverén királya, hanem egy ideig Lagas befolyása érvényesült Urban, és a III. uri dinasztia csak valamikor a középső kronológia szerinti i. e. 2110 körül vált elég erőssé az önállóságra, amikor Enannépada másodunokaöccse, vagy másodunokahúgának férje, Nammahani meghalt. A tisztségben Ur-Nammu ötödik évétől (i. e. 2108–2107) annak leánya, Ennirgalanna követte.
Neve transzkripciója en-an-ne2-pa3-da, transzliterációja többféle lehet, En-anne-pad(d)a, En-anné-pàd(d)a. Két Urban talált tábla említi a nevét. Az egyik szerint Nanna főpapnője, Ur-Baba lagasi uralkodó leánya. A másikon ugyanez a szöveg, valamint egy rosszul olvasható jelző, amely talán Nanna feleségét jelenti.